# 八陡瓷窑址
八陡瓷窑址，位于山东省淄博市博山区八陡镇八陡村，是中华人民共和国山东省文物保护单位之一。
2006年12月7日，授予山东省文物保护单位，是一座古遗址。